# Scholengemeenschap Sint Ursula
Scholengemeenschap Sint Ursula (afgekort SG. St. Ursula) is een (katholieke) middelbare streekschool met twee vestigingen in het Midden-Limburgse Horn en Heythuysen in de gemeente Leudal. Ze is opgericht in 1852. De huidige school werd opgericht in 1919. De school telt momenteel ongeveer 1700 leerlingen en 180 medewerk(st)ers bij beide vestigingen opgeteld. De vestiging in Heythuysen aan de Tienderweg biedt het vmbo aan en de vestiging in Horn aan de Bergerweg biedt vmbo-t, havo, vwo, atheneum en het gymnasium aan.  

## Geschiedenis

### Het begin
In 1852 werd de school opgericht, door de Ursulinen, als een katholieke meisjesschool onder de naam Zedelijk Ligchaam Sint Ursula. Later werd de school omgedoopt tot Sint Ursula Lyceum. De school was oorspronkelijk - tot 1878 - aan de Begijnhofstraat in Roermond gevestigd.

### 'Huidige' school
De 'huidige' school werd opgericht in 1919. Toen kwam er een katholieke H.B.S. bij. Toentertijd de derde in het land. De school ging met 12 leerlingen van start.

### Van H.B.S. naar Lyceum
In 1923 werd de school officieel erkend en in 1925 werd nieuwbouw betrokken (waar thans het Ursulacomplex). In 1937 kwam er een M.M.S. bij. Dit met tegenzin van het bisdom, maar de Ursulinen vonden het een goed idee voor iemand waar de Mulo te makkelijk voor was, maar de H.B.S. te moeilijk. In 1947 werd St. Ursula uitgebreid met een gymnasium. Daardoor kreeg het de naam: St. Ursulalyceum. Deze naam bleef tot 1968 in gebruik.

### Mammoetwet
Door de Mammoetwet is er sinds 1968 geen Mulo, M.M.S. of H.B.S. meer. Deze werd vervangen door de havo en het vwo. Hiermee kwam ook de brugklas. Dat was geen probleem voor Ursula-Roermond; de school kende al een verschijnsel als de brugklas, alleen was het bij hen de onderbouw.

### 1972
In 1972 werd de school gemengd; voor het eerst stromen jongens in de brugklassen van Ursula en gingen meisjes naar het bisschoppelijk College in Roermond. Dit gebeurde ook in 1972. Voor het eerst werd het kennismakingsweekend (beter bekend als brugklaskamp) gehouden.
De school groeide uit haar voegen en er was al jaren gepraat over uitbreiding. In de stad zelf? In de oostkant van Roermond? Maar op scholen in Roermond kwamen steeds meer leerlingen ten westen van de Maas. Vanuit de ouders in deze regio ontstond de roep om een havo/vwo-school in hun gebied. Ursula reageerde op het goeie moment en besloot om naar Horn te verhuizen en niet naar Heythuysen, zoals de provincie en de gemeente zelf wilden.

### In Horn
In augustus 1975 startten de klassen 1 tot en met 3 in het nieuwe gebouw te Horn. De hogere klassen konden hun weg naar het diploma in Roermond vervolgen. In 1978 zaten voor het eerst alle leerjaren in Horn.

### Fusie Mavo Sant Ansfried
In 1989 fuseerde, deels door financiële maatregelen van de overheid, deels door terugloop van leerlingenaantallen en deels door onderwijsopvattingen in de politiek, St. Ursula met Mavo Sant Ansfried in Thorn. De leerlingen die voor 1989 in Thorn zaten mochten daar de school afmaken. In 1993 waren er in Horn de eerste Mavo-examens.

### Na 75 jaar
Na precies 75 jaar (in 1994) fuseerde de school, begonnen met 12 meisjes, met scholengemeenschap Leudal. De school bleef Scholengemeenschap Sint Ursula heten. Locatie Heythuysen is voor vmbo en locatie Horn is voor havo, vwo en vmbo-t.
Toekomst
In het jaar 2024 werd er door de gemeenteraad van Leudal nagedacht voor SG Sint Ursula om over te stappen naar één unilocatie zodat de school één multifunctioneel, toekomstbestendig gebouw wordt. Er werden 6 locaties aangeboden. 3 in Horn, 2 in Heythuysen én 1 in Baexem:
1. De voormalige sportvelden bij KSV Horn (Beegderweg)
2. De huidige schoollocatie in Horn (Bergerweg)
3. Pactum in Horn (Bergerweg)
4. Voetbalvelden bij RKVB Baexem (Kapittelstraat)
5. Huidige schoollocatie in Heythuysen (Tienderweg)
6. Het Rabobank-kantoor in Heythuysen (Sint Antoniusstraat)

Uiteindelijk bleven er 2 locaties over: De huidige schoollocatie in Horn én de voormalige voetbalvelden in Horn. Uiteindelijk werd in december 2024 de voorkeurslocatie vastgesteld door de gemeenteraad van Leudal: de voormalige voetbalvelden bij KSV Horn. Deze locatie werd al snel dé favoriet bij de raadsleden omdat er sneller en goedkoper dan ergens anders gebouwd worden, omdat de grond al van de gemeente is en bovendien reeds een maatschappelijke bestemming heeft. Deze nieuwe locatie in Horn biedt daarnaast mogelijkheden voor samenwerking met de omliggende sportvelden. Deze nieuwbouw van Sint Ursula zal plek bieden voor meer dan 1500 leerlingen, zal de verouderde gebouwen in Heythuysen en Horn vervangen, zal na schatting 40 miljoen euro kosten en zal (in het beste scenario) ongeveer in 2029 af zijn. Er is echter ook kans op bezwaren van de omwonenden wat tot vertraging kan leiden. 

## Locaties
- Locatie Horn: vmbo-t, havo, vwo, atheneum en het gymnasium
- Locatie Heythuysen: vmbo